# Galatea (romans pasterski)

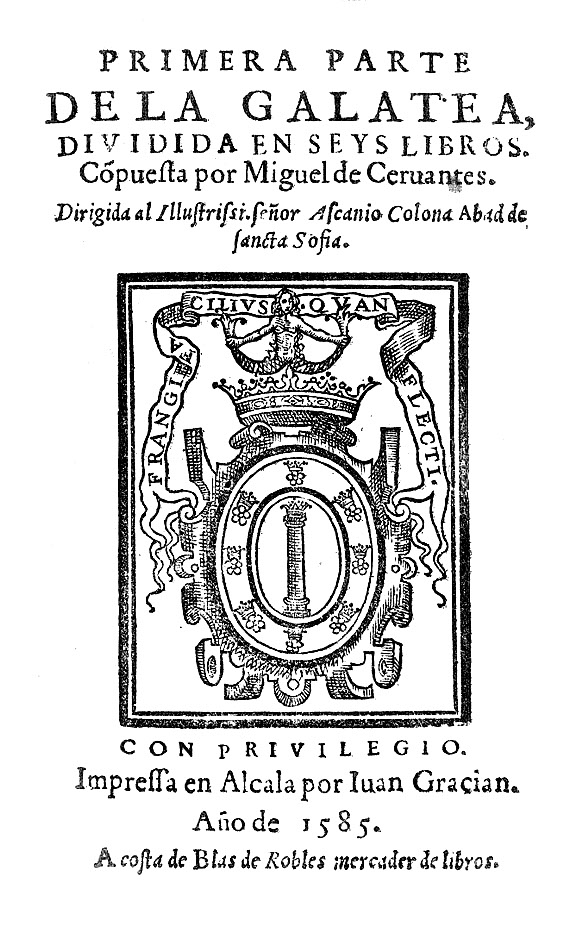
Strona tytułowa pierwszego wydania utworu

Galatea – romans pasterski Miguela de Cervantes, opublikowany w 1585 w Alcalá de Henares. Był to debiutancki utwór tego autora.

## Okoliczności powstania i publikacji utworu
Pisanie utworu Cervantes rozpoczął od skomponowania Śpiewu Kaliopy w 1583. Ta część powieści zawierała liczne pochwały skierowane w stronę hiszpańskich poetów, co miało prawdopodobnie zapewnić autorowi przychylne przyjęcie wśród literatów. Fragment ten został włączony do Galatei. Przywilej na druk powieści został wydany w czerwcu 1584, ukazała się ona natomiast w 1585 w rodzinnym mieście autora, Alcalá de Henares, nakładem Blasa de Robles. Utwór dedykowany był Ascaniowi Colonnie, generałowi wojsk papieskich. Galatea była planowana jako pierwsza część większej całości, reszta jednak nie ukazała się nigdy, prawdopodobnie nie została również napisana przez autora. Kolejne jej wydania ukazały się w 1590 roku w Lizbonie i 1611 w Paryżu. 

## Zarys fabuły
Akcja utworu dzieje się w lasach nad Tagiem. Spotykają się tam młode osoby, w tym pasterze i pasterki, wymieniając zwierzenia, grając na instrumentach i śpiewając. Tytułowa bohaterka waha się pomiędzy dwoma adorującymi ją pasterzami – Eliciem i Erastrem. Ostatecznie, pod naciskiem ojca, wybiera tego pierwszego. W utworze pojawiają się także opowieści wtrącone m.in. historia opowiedziana przez Lisandra, mówiąca o nienawiści dwóch możnych rodów i śmierci swojej ukochanej Leonidy oraz opowieść Teolindy o nieszczęśliwej miłości do pasterza. Pojawiają się również pieśni opowiadające o różnych rodzajach miłości. 

## Nawiązania w innych utworach Cervantesa
Galatea znalazła się w powieści Don Kichot w biblioteczce tytułowego bohatera, jako jeden z utworów, mających zatruć umysł rycerza z Manchy. Ostatecznie jednak Ksiądz i Balwierz nie decydują się na jego spalenie, stwierdzając, że z wyrokiem wstrzymają się do czasu publikacji drugiej części romansu. 
Natomiast w Podróży na Parnas Cervantes wymienił Galateę na początku przeglądu swoich dzieł.